# Bola de Ouro Atlético Clube
O Bola de Ouro Atlético Clube é um time de futebol amador da cidade de Colombo no Paraná, fundado em 1972. O time tem também uma equipe de futebol feminino, que participa da primeira divisão de seu estado